# Stanley Cohen (Soziologe)
Stanley Hymie Cohen (* 23. Februar 1942 in Johannesburg; † 7. Januar 2013) war ein britischer Soziologe und Kriminologe. Er war Professor für Soziologie an der London School of Economics and Political Science (LSE) und als Kriminologe international anerkannt und bedeutender Vertreter der Kritischen Kriminologie.

## Leben
Cohen wuchs in Südafrika auf und studierte zunächst an der Witwatersrand-Universität Soziologie und Sozialarbeit. Er lehnte die Apartheid ab, sein Einsatz für Menschenrechte wie ein großer Sinn für jüdischen Humor blieben ihm sein Leben lang. 1963 kam er nach London. An der LSE promovierte er und begann ab 1967 an der University of Durham und 1972 an der University of Essex zu lehren. 1980 wechselte er nach Israel und leitete dort das Institut für Kriminologie an der Hebräischen Universität Jerusalem. Er engagierte sich dort auch für Menschenrechtsorganisationen, die im israelisch-palästinensischen Konflikt tätig waren.
1996 kam er nach England zurück und wurde Martin-Wright-Professor für Soziologie an der LSE. 1998 wurde er Fellow der British Academy und erhielt Ehrendoktortitel der University of Essex (2003) und der Middlesex University (2008). 2009 erhielt er den Outstanding Achievement Award der British Society of Criminology. Er starb 2013 an Parkinson, die Krankheit war bereits 1996 diagnostiziert worden.

## Werk
Cohen gilt als führender Autor und Vordenker der Kriminologie. Der Begriff Moral Panic geht auf ihn zurück. Er hatte ihn 1972 anhand einer Studie (Folk Devils and Moral Panics) zur öffentlichen Reaktion auf das jugendkulturelle Phänomen der Mods und Rocker der 1960er Jahre geprägt. Das Buch gilt als eines der einflussreichsten kriminologischen Studien der letzten Jahrzehnte und wurde vielfach zitiert. Er sah dabei im Phänomen der Deviancy Amplification Spiral (Abweichungsverstärkungsspirale), ein ebenfalls auf ihn zurückgehender Begriff, einen wesentlichen Mechanismus. Cohen zufolge berichteten die Medien in übersteigerter Form von abweichendem Verhalten, welches als Herausforderung der gesellschaftlichen Normen gilt. Die Resonanz in den Medien trägt Cohen zufolge dazu bei, das Phänomen zu definieren, zu kommunizieren und damit auch zunehmend zur Nachahmung zu empfehlen. Dies führt zu weiteren Ausschreitungen beziehungsweise abweichendem Verhalten, und heizt damit die aufkommende Massenbewegung in Form einer Moral Panic weiter an.
Cohen beschäftigte sich zudem mit Abweichung und sozialer Kontrolle und war dabei unter anderem von Michel Foucault beeinflusst. Ein neues Konzept war seine Studie States of Denial (Verleugnung). Michael Ignatieff zufolge war dies der Startpunkt für unterschiedlichste Studien und Betrachtungen zur Frage, wie Menschen es fertigbringen, Gewalt und Leiden anderer auszublenden.

## Persönliches
Laurie Taylor, mit dem er das Buch Escape Attempts: The Theory and Practice of Resistance to Everyday Life zur psychischen Stabilität von Langzeitgefangenen schrieb, unterstellte ihm einen hintergründigen Humor. Taylor hatte vorgeschlagen, weniger Alkohol bei ihren Treffen zu trinken. Er zitierte dabei Richard Burton, der es nach seinem Entzug als wundervoll betrachtete, die Welt so zu sehen, wie sie wirklich sei. Darauf “That’s all very well, but who the hell wants to see the world as it really is?” (Stanley Cohen, deutsch: „Schon Ok, aber wer zur Hölle will die Welt so sehen wie sie wirklich ist?“)
Cohen las gerne Romane von Philip Roth, Saul Bellow und Howard Jacobson. 1963 heiratete er Ruth Kretzmer, die 2003 starb; das Paar bekam zwei Töchter.

## Veröffentlichungen
1970er Jahre
- S. Cohen (Hrsg.): Images of Deviance. Penguin, Harmondsworth 1971.
- S. Cohen: Directions for Research on adolescent group violence and vandalism. In: British Journal of Criminology. 11(4), 1971, S. 319–340.
- S. Cohen: Protest, unrest and delinquency: convergences in labels or behaviour? Paper given to the International Symposium on Youth Unrest, Tel Aviv 25–27 October 1971.
- S. Cohen: Folk Devils and Moral Panics MacGibbon and Kee, London 1972.
- S. Cohen: Breaking out, smashing up and the social context of aspiration. In: B. Riven (Hrsg.): Youth at the Beginning of the Seventies. Martin Robertson, London 1972.
- L. Taylor, S. Cohen: Psychological Survival: the Experience of Long Term Imprisonment. Penguin, Harmondsworth 1972.
- S. Cohen, Laurie Taylor: Escape attempts. The theory and practice of resistance in everyday life. 1976, ISBN 0-415-06500-3.
  - Deutsche Ausgabe: Ausbruchsversuche. Identität und Widerstand in der modernen Lebenswelt. Aus dem Englischen übersetzt von Thomas Lindquist. Suhrkamp, Frankfurt am Main 1977, ISBN 3-518-10898-0.
- S. Cohen: The punitive city: notes on the dispersal of social control. In: Contemporary Crises. 3(4) 1979, S. 341–363.

1980er Jahre
- S. Cohen: Footprints in the Sand: A Further Report on criminology and the sociology of deviance in Britain. In: M. Fitzgerald, G. McLennan, J. Pawson (Hrsg.): Crime and Society: Readings in History and Theory. Routledge and Kegan Paul, London 1980, S. 240.
- S. Cohen: Western Crime Control Models in the Third World. In: S. Spitzer, R. Simon (Hrsg.): Research in Law, Deviance and Social Control Vol. 4, 1982.
- S. Cohen, A. Scull (Hrsg.): Social Control and the State: Historical and Comparative Essays. Martin Robertson, Oxford 1983.
- S. Cohen: Visions of Social Control: Crime, Punishment and Classification. Polity Press, 1985.
- S. Cohen: Taking Decentralization Seriously: Values, Visions and Policies. In: J. Lowman u. a. (Hrsg.): Transcarceration: Essays on the Sociology of Social Control. Gower, Aldershot 1987. ISBN 0-566-05106-0
- S. Cohen (Hrsg.): Against Criminology. Transaction Books, New Brunswick NJ 1988.

1990er Jahre
- S. Cohen: Intellectual Scepticism and Political Commitment: The Case of Radical Criminology. Institute of Criminology, University of Amsterdam, 1990.
- S. Cohen: Talking about torture in Israel. In: Tikkun. 6(6), 1991, S. 23–30, 89–90.
- S. Cohen: Human rights and crimes of the state: the culture of denial. In: Australian and New Zealand Journal of Criminology. 26(2), 1993, S. 97–115.
- S. Cohen, Daphna Golan: Das Verhör von Palästinensern während der Intifada: „mässiger physischer Druck“ oder Folterung?  Mit Vorwort und zusätzlichem Kapitel von Felicia Langer. Dura, Tossens 1992, ISBN 3-926703-01-06.

Nach 2000
- S. Cohen: States of Denial: Knowing about Atrocities and Suffering. Polity Press, 2001, ISBN 0-7456-2392-1.
- S. Cohen, B. Seu: Knowing Enough Not to Feel Too Much. In: P. Petro (Hrsg.): Truth Claims: Representations and Human Rights. Rutgers University Press, Piscataway NJ 2002.